# Rawu
Localizada na Região Autônoma do Tibete chinesa, Rawu é uma cidade do condado de Baxoi, sob a administração da prefeitura de Chamdo. Situada a 3 807 metros de altitude, a cidade possui uma população estimada em 2 900 habitantes, que se dedicam principalmente ao comércio e à exploração madeireira. A cidade também abriga uma base militar próxima.